# Pelteobagrus intermedius
Pelteobagrus intermedius és una espècie de peix de la família dels bàgrids i de l'ordre dels siluriformes.

## Morfologia
Els mascles poden assolir els 13,5 cm de longitud total.

## Distribució geogràfica
Es troba a la Xina (Hainan) i el Vietnam.